# Näsuddsberget
Näsuddsberget este o arie protejată (arie specială de conservare — SAC, sit de importanță comunitară — SCI) din Suedia întinsă pe o suprafață de 95,8 ha, integral pe uscat.

## Localizare
Centrul sitului Näsuddsberget este situat la coordonatele 65°11′48″N 18°50′02″E / 65.1967°N 18.834°E.

## Înființare
Situl Näsuddsberget a fost declarat sit de importanță comunitară în iunie 2001 pentru a proteja un număr necunoscut de specii din flora spontană și fauna sălbatică aflate în arealul zonei. Situl a fost protejat și ca arie specială de conservare în martie 2011.

## Biodiversitate
Situată în ecoregiunea boreală, aria protejată conține 2 habitate naturale: Mlaștini împădurite, Taiga vestică.
La baza desemnării sitului se află un număr nedeclarat de specii protejate.